# St Mary Bourne
St Mary Bourne es una localidad situada en el condado de Hampshire, en Inglaterra (Reino Unido). Según el censo de 2011, tiene una población de 671 habitantes.
Está ubicada al suroeste de la región Sudeste de Inglaterra, cerca de la ciudad de Winchester —la capital del condado— y de la costa del canal de la Mancha y al suroeste de Londres.